# TPL Linea

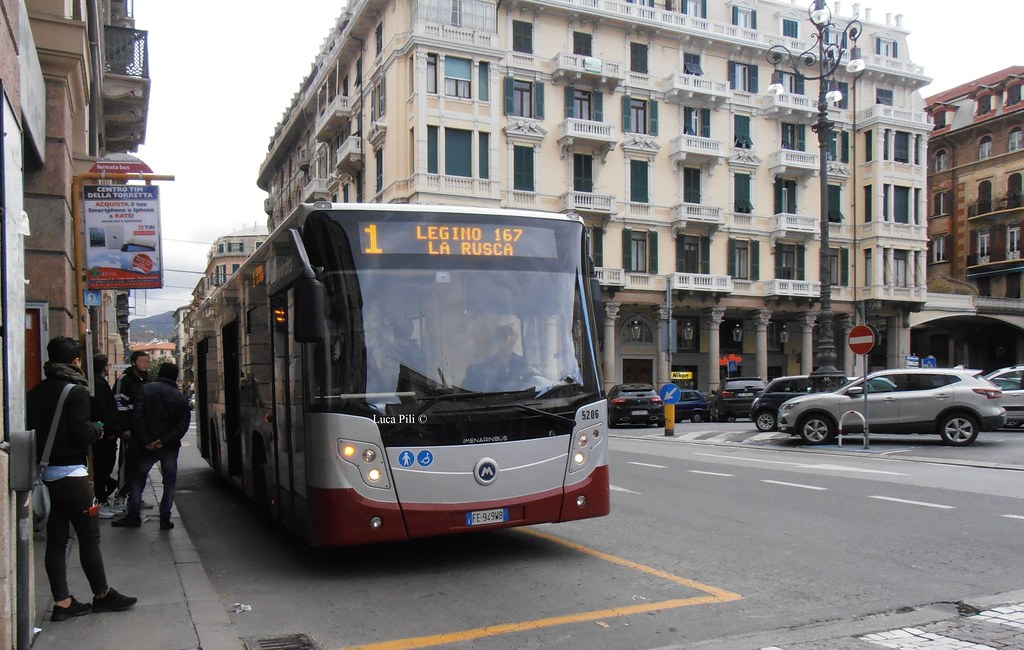
Bus TPL Linea fermo alla fermata di Piazza Mameli (Savona)

TPL Linea è una società a responsabilità limitata concessionaria del trasporto pubblico nella provincia di Savona.
Il servizio si svolge quasi interamente in Liguria ad eccezione delle linee dirette a Caprauna, Alto e Garessio in provincia di Cuneo e Pareto in provincia di Alessandria.
La società è stata costituita nel 2010 a seguito della fusione di ACTS (Azienda Consortile Trasporti Savonese) di Savona, già concessionaria del trasporto pubblico dal 1977 e della SAR (Società Autolinee Riviera) di Cisano sul Neva, che vi hanno conferito il ramo d'azienda del trasporto pubblico. Ha tra i soci anche il GTT di Torino che possiede il 12% del capitale sociale.

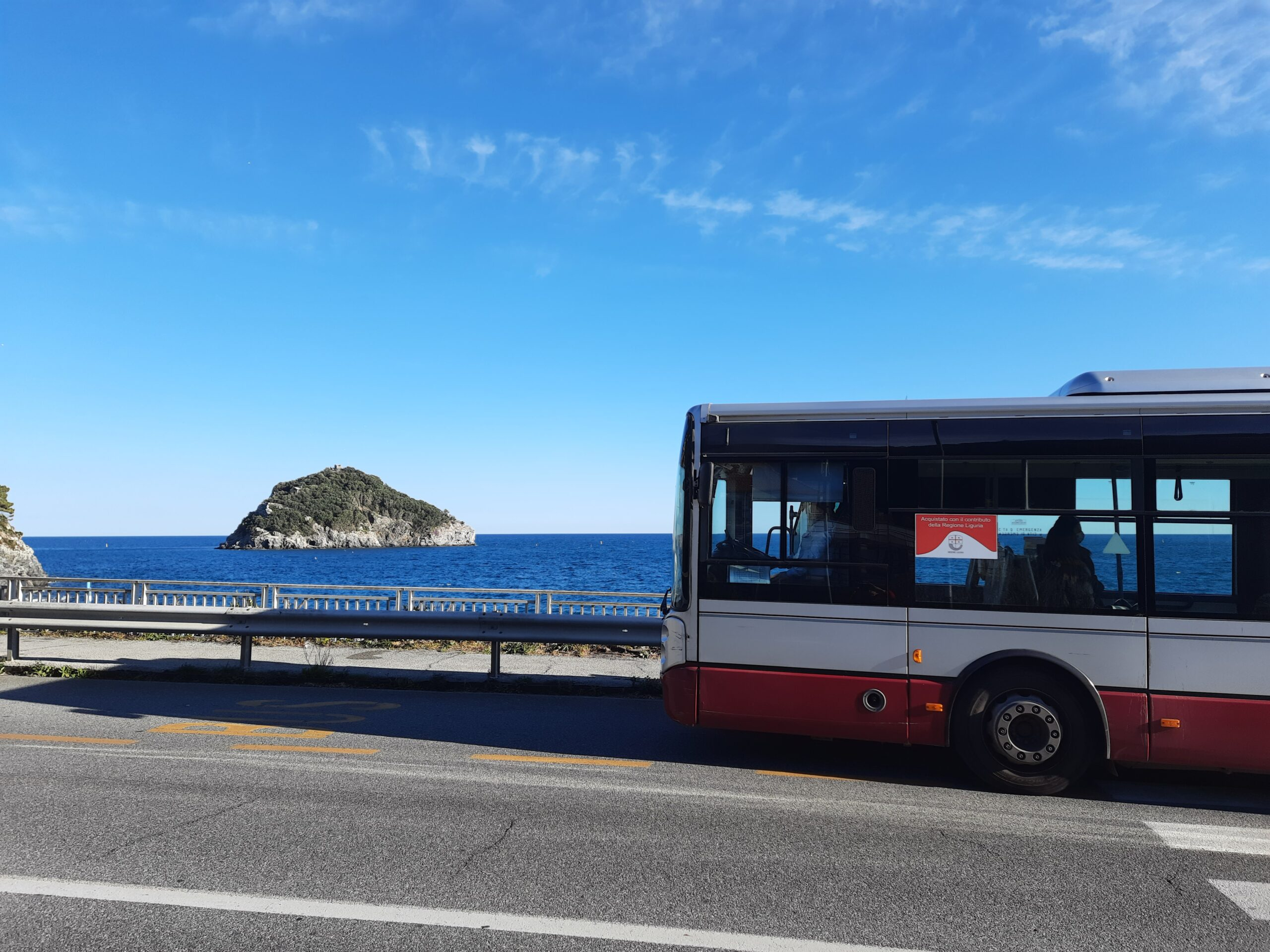
Bus TPL Linea in transito a Spotorno con sfondo dell'isola di Bergeggi

## Azienda
Secondo i dati contenuti nella carta della mobilità del 2022 (relativi all'anno 2021) risultano impiegati 408 dipendenti operanti nei 1545 km dell'intera rete stradale in cui la società opera il servizio pubblico urbano ed extraurbano. Con una media di 13,01 anni di operatività per mezzo di trasporto, il complessivo parco macchine ammonta a 203 autobus di linea, 7 bus da noleggio e 29 Scuolabus. che svolgono servizio in 69 comuni della provincia di Savona. A Giugno 2025 esce la notizia che Tpl Linea avvia nuove assunzioni per rafforzare il servizio sul territorio.

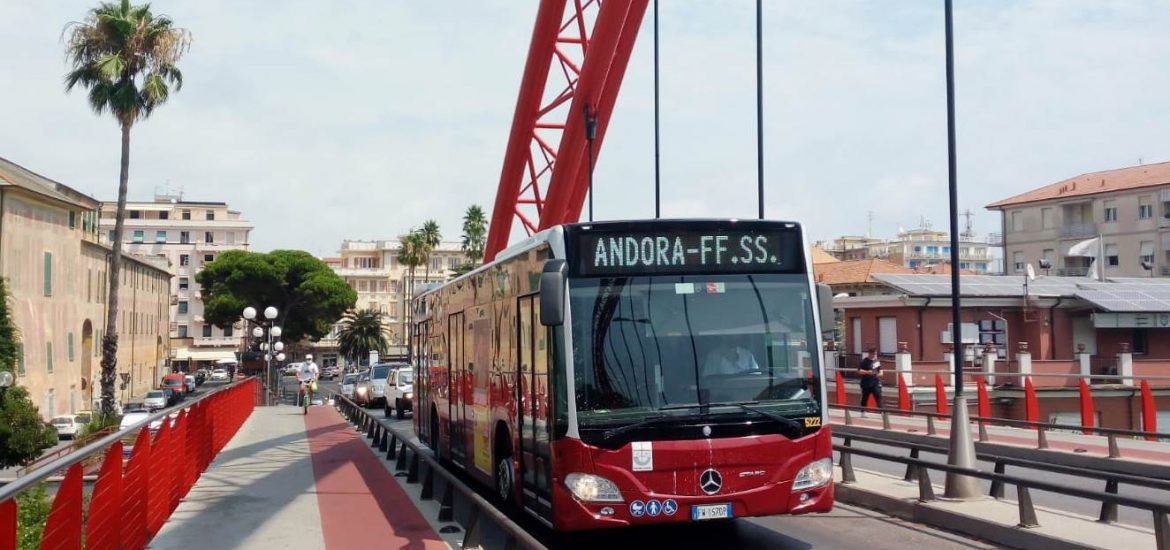
Bus TPL Linea sopra il ponte sul fiume Centa (Albenga)

L'azienda svolge il servizio di scuolabus nei comuni di Alassio, Albissola Marina, Bergeggi, Boissano, Calizzano, Carcare, Cengio, Finale Ligure, Loano, Stella, Vado Ligure, Cairo Montenotte, Cisano sul Neva, Pietra Ligure.

### Biglietterie aziendali
- Terminal Stazione di Savona, Piazza Aldo Moro.
- Ufficio deposito Cisano sul Neva, Via Benessea 12
- Ufficio IAT Albenga, Torre Civica.

### Fermate principali
- Terminal Stazione di Savona FF.SS., dove partono o transitano la maggior parte delle linee urbane della città e per la riviera, più le linee extraurbane per la Valbormida e l'entroterra Savonese.
- Capolinea Stazione di Albenga, dove partono tutte le linee per l'entroterra Ingauno a limitrofe.
- Capolinea Stazione di Finale Ligure Marina, dove partono per l'entroterra Finalese e limitrofe.

## Rimesse
TPL Linea dispone delle seguenti rimesse:
- Deposito di Savona (Legino), sede centrale
- Deposito di Cairo Montenotte
- Deposito di Cisano sul Neva